# Euzepaera
Euzepaera is geslacht van uitgestorven kreeftachtigen uit de klasse van de Ostracoda (mosselkreeftjes).

## Soorten
- Euzepaera hunanensis Shu, 1990 †
- Euzepaera zhejiangensis Shu, 1990 †